# بطولة روتردام للتنس 2013
بطولة روتردام للتنس 2013 هي بطولة كرة مضرب خاصة للرجال وتقام داخل الصالات على أرضية صلبة، وهي من ضمن بطولات رابطة محترفي التنس 500 نقطة 

أقيمت البطولة في ملعب أهوي روتردام في مدينة روتردام الهولندية في الفترة مابين 11-17 فبراير 2013.

تعد هذه الدورة هي الدورة الـ 41 لهذه البطولة .

شارك في هذه الدورة اللاعب  روجر فيدرير مدافعا عن لقبه ولكنه خسر في الدور الربع النهائي أمام اللاعب  يان بنيتو.

بطل هذه الدورة هو اللاعب  خوان مارتن ديل بوترو في الفردي للرجال إذ أنه تغلب في المباراة النهائية على اللاعب  يان بنيتو بنتيجة 7–6(7–2), 6–3.